# Lycodon aulicus
Lycodon aulicus, coneguda com a serp llop de l'Índia, és una espècie de serp del gènere Lycodon, de la família dels colúbrids, que és originària d'Àsia meridional i del Sud-est asiàtic.

La serp va ser descrita per primera vegada pel zoòleg suec Linnaeus l'any 1758, habita en Pakistan, Sri Lanka, Índia (Assam, Maharastra, Nepal, Myanmar, Tailàndia (incloent-hi Illa Phuket), Oest de Malàisia, Indonèsia, (zona sud de Timor), Filipines, Seychelles, Maldives introducció accidental, Mascarenyes, Illes Maurici, Xina (des de Fujian fins a Guangdong, zona oest en Yunnan incloent Hong Kong).

## Hàbitat i característiques
És una espècie de serp d'hàbits nocturns, es troba com a màxim a 1.000 metres d'altitud i s'alimenta de granotes, sargantanes i dragons.
- Longitud: 2 metres max.
- Color: variable encara que majoritàriament marró amb bandes blanques.